# Gălbiori
Gălbiori – wieś w Rumunii, w okręgu Konstanca, w gminie Crucea. W 2011 roku liczyła 290 mieszkańców.